# Les Iffs
Les Iffs är en kommun i departementet Ille-et-Vilaine i regionen Bretagne i nordvästra Frankrike. Kommunen ligger i kantonen Bécherel som tillhör arrondissementet Rennes. År 2022 hade Les Iffs 274 invånare.

## Befolkningsutveckling
Antalet invånare i kommunen Les Iffs
Referens:INSEE